# Club Arsenal de El Ferrol
El Arsenal CF de Ferrol fue un equipo de fútbol español de la ciudad gallega de Ferrol, en la provincia de La Coruña. Fue fundado en 1931 como República Football Club, pasando a denominarse Galicia Football Club en 1936 y desapareció en 1993. Entre 1976 y 1981 fue club filial del Racing de Ferrol, y desde 1981 equipo dependiente bajo la denominación de Ferrol Atlético.

## Historia
El club nació en el ferrolano barrio de Esteiro en 1931, bajo el nombre de República F.C.. En 1936 hubo de cambiar su nombre por razones políticas y eligió el de Galicia F.C. En 1947, pasando una fuerte crisis económica, el Galicia C.F. fue integrado en las secciones deportivas del astillero del Consejo Ordenador de las Construcciones Navales Militares, que años después se llamaría Empresa Nacional Bazán. Esa integración conllevó un cambió en su denominación por Arsenal Club de Fútbol. En 1976 el Arsenal pasó a ser filial del Racing Club de Ferrol y en 1981 se disolvió como club para integrarse en el club racinguista como equipo dependiente bajo el nombre de Ferrol Atlético. Desapareció en 1993.

## Datos del club
- Temporadas en 1.ª: 0
- Temporadas en 2.ª: 0
- Temporadas en 2ªB: 0
- Temporadas en 3.ª: 23 (todas ellas en el tercer nivel de la liga española)
- Mejor puesto en la liga: 1º (3.ª, temporada 1954/55)

| Temporada | Nivel | Categoría | Puesto | Copa     |
| --------- | ----- | --------- | ------ | -------- |
| 1940/41   | 4     | Serie A   | 2º     |          |
| 1941/42   | 4     | Serie A   | 3º     |          |
| 1942/43   | 4     | Serie A   | 5º     |          |
| 1943/44   | 4     | Serie A   | ??     |          |
| 1944/45   | 3     | 3.ª       | 7º     |          |
| 1945/46   | 3     | 3.ª       | 10º    |          |
| 1946/47   | 3     | 3.ª       | 8º     |          |
| 1947/48   | 3     | 3.ª       | 9º     | 2ª ronda |
| 1948/49   | 3     | 3.ª       | 13º    | 1ª ronda |
| 1949/50   | 3     | 3.ª       | 14º    |          |
| 1950/51   | 3     | 3.ª       | 12º    |          |
| 1951/52   | 3     | 3.ª       | 8º     |          |
| 1952/53   | 3     | 3.ª       | 4º     |          |
| 1953/54   | 3     | 3.ª       | 9º     |          |
| 1954/55   | 3     | 3.ª       | 1º     |          |
| 1955/56   | 3     | 3.ª       | 3º     |          |
| 1956/57   | 3     | 3.ª       | 6º     |          |
| 1957/58   | 3     | 3.ª       | 8º     |          |

| Temporada | Nivel | Categoría | Puesto |
| --------- | ----- | --------- | ------ |
| 1958/59   | 3     | 3.ª       | 7º     |
| 1959/60   | 3     | 3.ª       | 2º     |
| 1960/61   | 3     | 3.ª       | 6º     |
| 1961/62   | 3     | 3.ª       | 6º     |
| 1962/63   | 3     | 3.ª       | 10º    |
| 1963/64   | 3     | 3.ª       | 5º     |
| 1964/65   | 3     | 3.ª       | 14º    |
| 1965/66   | 4     | Serie A   | 1º     |
| 1966/67   | 3     | 3.ª       | 9º     |
| 1967/68   | 3     | 3.ª       | 12º    |
| 1968/69   | 4     | Serie A   | 2º     |
| 1969/70   | 4     | Serie A   | 2º     |
| 1970/71   | 4     | Serie A   | 9º     |
| 1971/72   | 4     | Serie A   | 3º     |
| 1972/73   | 4     | Serie A   | 7º     |
| 1973/74   | 4     | Serie A   | 10º    |
| 1974/75   | 4     | Serie A   | 10º    |
| 1975/76   | 4     | Serie A   | 14º    |

| Temporada | Nivel | Categoría   | Puesto |
| --------- | ----- | ----------- | ------ |
| 1976/77   | 4     | Serie A     | 17º    |
| 1977/78   | 5     | Serie A     | 2º     |
| 1978/79   | 5     | Preferente  | 9º     |
| 1979/80   | 5     | Preferente  | 19º    |
| 1980/81   | 6     | Preferente  | 5º     |
| 1981/82   | 5     | Preferente  | 5º     |
| 1982/83   | 5     | Preferente  | 14º    |
| 1983/84   | 5     | Preferente  | 15º    |
| 1984/85   | 5     | Preferente  | 16º    |
| 1985/86   | 5     | Preferente  | 18º    |
| 1986/87   | 6     | 1ª Regional | ??     |
| 1987/88   | 6     | 1ª Regional | ??     |
| 1988/89   | 6     | 1ª Regional | 2º     |
| 1989/90   | 6     | 1ª Regional | 3º     |
| 1990/91   | 6     | 1ª Regional | 2º     |
| 1991/92   | 5     | Preferente  | 16º    |
| 1992/93   | 6     | 1ª Regional | 16º    |

## Palmarés
- Tercera División (1): 1954-55
- Subcampeón de Tercera División (1): 1959-60